# Boyle (Alberta)
Boyle es un pueblo canadiense situado en la provincia de Alberta.

## Superficie
Boyle tiene una superficie de 7,12 km².

## Demografía
En 2021, tenía 825 habitantes, una densidad poblacional de 115,9 hab./km², y 433 viviendas.